# 平成21年台風第8号
平成21年台風第8号（へいせい21ねんたいふうだい8ごう、アジア名：Morakot、フィリピン名：Kiko）は、2009年8月に台湾に上陸して記録的な豪雨をもたらし、多数の死者を出した台風である。

## 概要

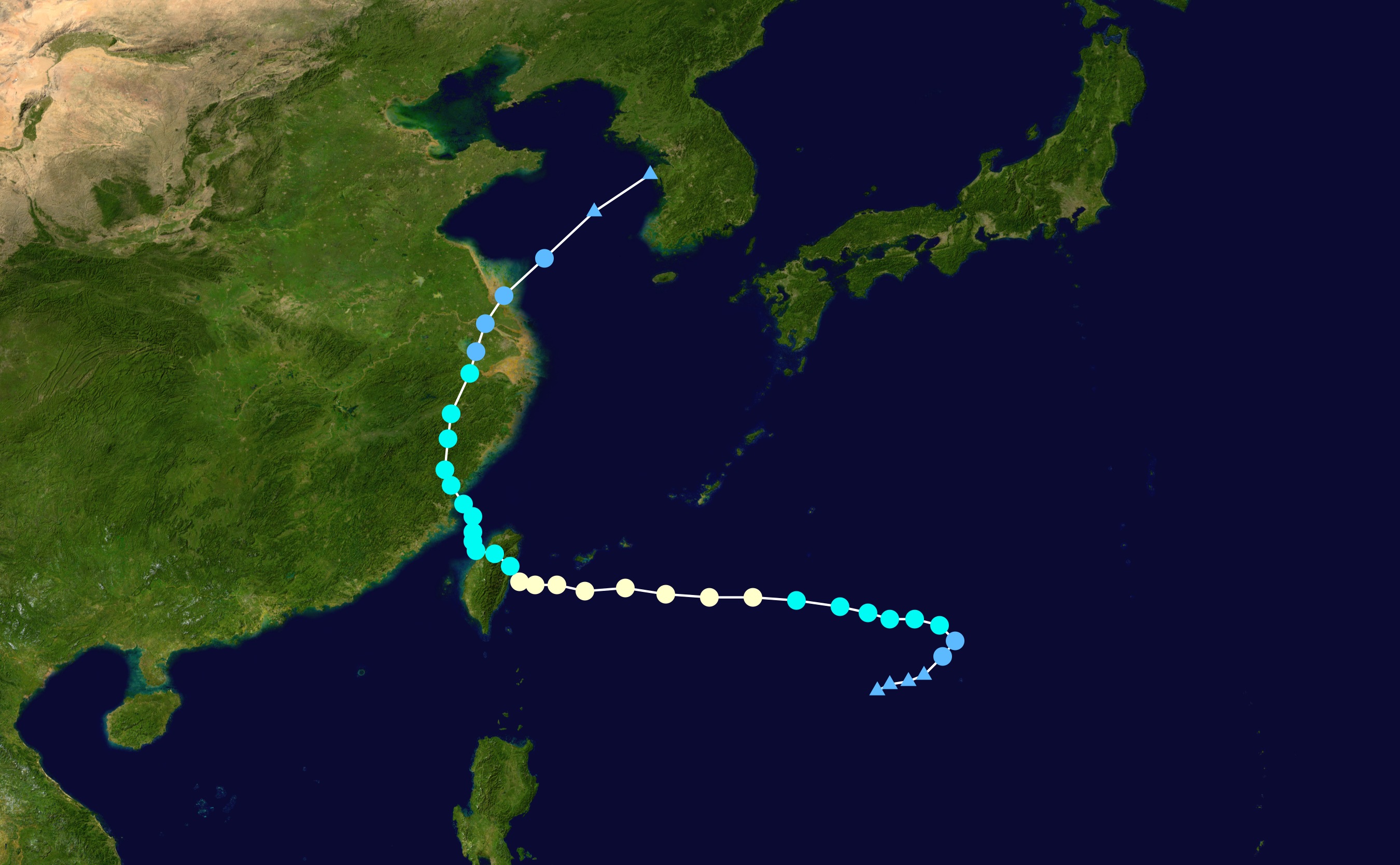
進路図

2009年8月2日、日本の気象庁は、2009年に入って11個目の熱帯低気圧が発生したと発表し、フィリピン大気地球物理天文局（PAGASA）は、3日にこの熱帯低気圧を「キコ（Kiko）」と命名した。また、合同台風警報センター（JTWC）はシリアルナンバーとして09Wを選定した。09Wはフィリピンの北方約1,000kmの海上（日本の南）で台風8号となり、アジア名「モーラコット（Morakot）」と命名された。命名国はタイで、「エメラルド」を意味する。台風は4日から5日にかけて西に進路を転回し、7日には台湾東部の陸上を暴風域に巻き込みながら減速して、台湾時間の同日23時50分頃、中度台風の威力のまま花蓮市付近に上陸した。そのまま台湾を東から西へ横断し、8日11時頃には勢力を軽度台風に弱め、同日14時頃に桃園県付近から台湾海峡へ抜けた。台湾本島の全域が台風の暴風域を外れたのは、9日の18時半頃だった。9日16時20分には中国福建省霞浦県付近に再上陸し、次第に勢力弱めて、11日早朝に熱帯低気圧に変わった。
速報段階では2009年の8番目に発生した台風と解析されたために「台風8号」とされているが、事後解析により、同年の台風7号の発生日時が8月3日21時で、この台風の発生日時が8月3日9時であったことが判明したため、台風7号の方が8号より後に発生していたことになり、台風番号と発生日時が逆転する現象が、2006年（台風7号と8号において発生）以来3年ぶりに発生した。そのため、この台風は実質上、「台風7号」であった。

## 被害・影響

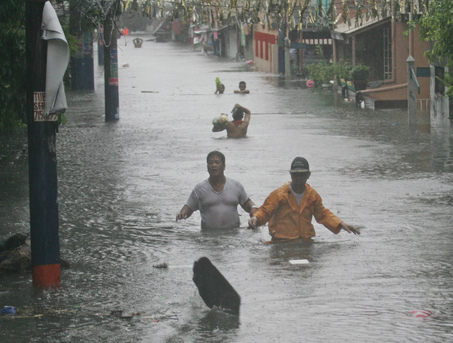
台風による浸水被害（フィリピン）

この台風は、台湾で台風の中心から離れた地点で豪雨となった。8月6日0時から8月9日19時までの積算雨量が、嘉義県阿里山で2726mm、屏東県尾寮山で2551mmに達した。これにより、台湾南部では、高雄県小林里が深層崩壊による土石流で壊滅するなど過去50年間で最悪とも言われる災害となり、「八八水災」と呼称されている。なお、この台風の被害に対して各国が救援物資を送った。
なお、台湾政府の対応の遅れに対して批判が集中。9月10日には劉兆玄行政院長が辞職、行政院（内閣）総辞職へと追い込まれている。

## その他
この台風のアジア名「モーラコット（Morakot）」は、この台風限りで使用中止となり、次順からは「アッサニー（Atsani）」というアジア名が使用されることになった。